# Соболе (Мазовецьке воєводство)
Соболе (пол. Sobole) — село в Польщі, у гміні Залуський Плонського повіту Мазовецького воєводства.
Населення — 125 осіб (2011).
У 1975-1998 роках село належало до Цехановського воєводства.

## Демографія
Демографічна структура станом на 31 березня 2011 року:
|          | Загалом | Допрацездатний вік | Працездатний вік | Постпрацездатний вік |
| -------- | ------- | ------------------ | ---------------- | -------------------- |
| Чоловіки | 60      | 15                 | 38               | 7                    |
| Жінки    | 65      | 16                 | 35               | 14                   |
| Разом    | 125     | 31                 | 73               | 21                   |